# Лолым
Лолым — река в России, протекает по Усольскому, Кочёвскому и Косинскому районам Пермского края. Устье реки находится в 89 км по правому берегу реки Коса. Длина реки составляет 53 км, площадь водосборного бассейна — 384 км². В 28 км от устья принимает по левому берегу реку Коколь.
Исток реки в глухом лесном массиве на Верхнекамской возвышенности в 22 км к юго-западу от деревни Щёкино (Усольский район). Исток лежит на водоразделе бассейнов Косы и Уролки, рядом с истоком Лолыма Уролка берёт начало. Исток и первые километры течения лежат в Усольском районе, затем река перетекает в Косинский район, ниже преодолевает небольшой участок по Кочёвскому району и в нижнем течении возвращается в Косинский. В верхнем течении течёт на запад, после впадения крупнейшего притока Коколя поворачивает на север и северо-запад. Всё течение проходит по ненаселённому лесу. Притоки — Лолиншор, Верлоншор, Коколь (левые); Изшор (правый). Впадает в Косу между посёлками Мараты и Пуксиб. Ширина реки у устья — около 10 метров.

## Данные водного реестра
По данным государственного водного реестра России относится к Камскому бассейновому округу, водохозяйственный участок реки — Кама от истока до водомерного поста у села Бондюг, речной подбассейн реки — бассейны притоков Камы до впадения Белой. Речной бассейн реки — Кама.
Код объекта в государственном водном реестре — 10010100112111100002751.